# Alchemilla xanthochlora
Alchemilla xanthochlora, biljna vrsta iz roda gospin plašt, porodica ružovki. Trajnica raširena po Europi, od Skandinavije do Sredozemlja, i od Britanskog otočja do Ukrajine.
Naraste do 30 cm. Cvate od lipnja do rujna, a sjeme dozrijeva od kolovoza do listopada. Jestivi su mladi listovi, sirovi i kuhani. Miješanjem njezinih listova s listovima vrsta Polygonum bistorta i Polygonum persicaria   koristi se u pravljenju gorkog biljnog pudinga nazvanog Easter Ledger koji se u Engleskoj u Cumberlandu, Lake Districtu i Yorkshireu jede tijekom korizme.
- A. xanthochlora
- A. xanthochlora
- A. xanthochlora
- A. xanthochlora